# Baywatch
|  | For filmen baseret på tv-serien, se Baywatch (film) |
Baywatch var en populær amerikansk tv-serie om livreddere på stranden i Los Angeles, Californien. Seriens 243 afsnit blev produceret og sendt fra 1989 til 2001, og den er ifølge Guinness Rekordbog den mest sete tv-udsendelse i verden nogensinde. Den er blevet sendt i 142 lande, er blevet oversat til 44 sprog og menes at have haft over 1,1 mia. seere ugentligt.
Serien blev produceret af David Hasselhoff, der købte rettighederne til serien, efter at den oprindelige producent droppede den. Han havde samtidig en af hovedrollerne i serien. Det meste af serien er indspillet på solrige strande i Los Angeles, men fra og med 10. sæson flyttedes optagelserne til Hawaii, og de følgende afsnit bærer navnet Baywatch Hawaii. To år efter at serien sluttede, blev nogle af Baywatch-stjernerne genforenet, da man lavede filmen Baywatch Hawaiian Wedding. Der blev desuden lavet en såkaldt spin-off-serie, Baywatch Nights, som dog aldrig slog igennem i samme omfang.
Baywatch blev af mange kritiseret for dens letpåklædte kvindelige medvirkende, der ofte poserer i badedragt, også når de ikke befinder sig på stranden. Men det ændrede ikke ved seriens popularitet. Flere medvirkende, bl.a Pamela Anderson og Carmen Electra, fik deres internationale gennembrud i Baywatch-årene.
I Danmark er serien blevet sendt adskillige gange på TV3, Kanal 5 og TV 2.

## Udvalgte medvirkende
Kvindelige medvirkende
Skuespillerindes navn – Rollens navn
- Alexandra Paul – Lt. Stephanie Holden
- Pamela Anderson – Casey Jean "CJ" Parker
- Yasmine Bleeth – Caroline Holden
- Erika Eleniak – Shauni McLaine
- Nicole Eggert – Summer Quinn
- Gena Lee Nolin – Neely Capshaw
- Donna D’Errico – Donna Marco
- Kelly Packard – April Giminski
- Carmen Electra – Lani McKenzie
- Traci Bingham – Jordan Tate
- Brooke Burns – Jessie Owens
- Stacy Kamano – Kekoa Tanaka

Mandlige medvirkende
Skuespillers navn – Rollens navn
- David Hasselhoff – Lt. Mitch Buchannon
- Gregory J. Barnett – Jim Barnett
- Michael Newman – Michael 'Newmie' Newman
- David Charvet – Matt Brody
- Jeremy Jackson – Hobie Buchannon
- Billy Warlock – Eddie Kramer
- David Chokachi – Cody Madison
- Gregory Alan Williams – Garner Ellerbee
- Parker Stevenson – Craig Pomeroy